# 빌리 진 킹: 세기의 대결

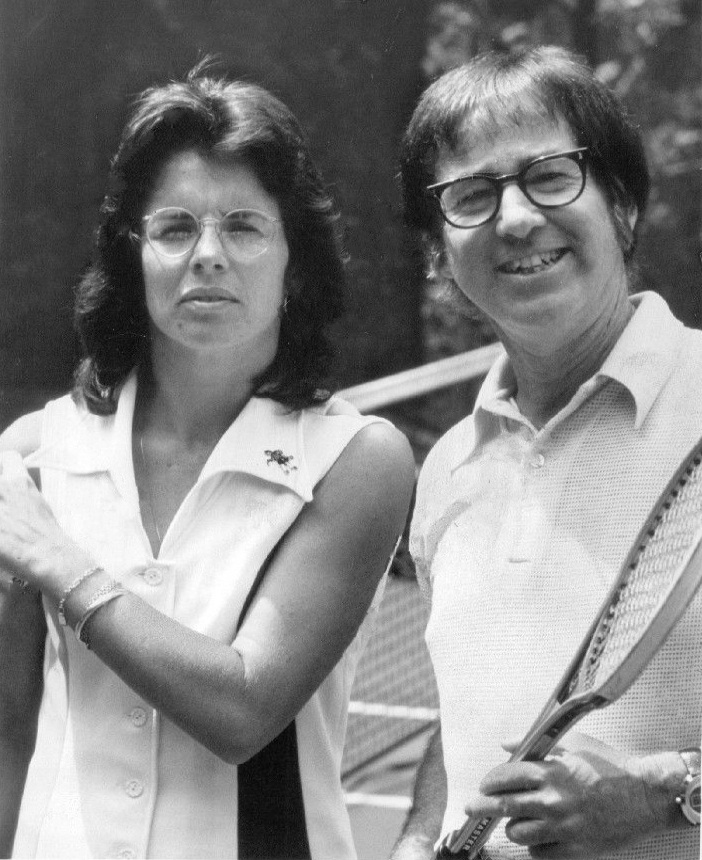
1973년의 빌리 진 킹과 바비 릭스

《빌리 진 킹: 세기의 대결》(영어: Battle of the Sexes)은 2017년 9월 개봉한 의 코미디 스포츠 영화로, 여성 테니스 선수 빌리 진 킹과 남성 선수 바비 릭스의 1973년 경기 실화를 소재로 한다. 조너선 데이턴과 발레리 페리스 부부가 연출하고 사이먼 보포이가 각본을 쓰며, 엠마 스톤, 스티브 커렐 등이 출연한다. 2017년 텔류라이드 영화제에서 전세계 최초 상영되었다. 대한민국에는 2017년 제22회 부산국제영화제에서 상영되었다.

## 줄거리
변화의 바람이 거세던 1973년, 여자 테니스 랭킹 1위, 전 국민이 사랑하는 세기의 챔피언 ‘빌리’(엠마 스톤)는 남자 선수들과 같은 성과임에도 그에 비해 터무니없이 적은 상금에 대한 보이콧으로 직접 세계여자테니스협회를 설립한다. 한편, 전 남자 윔블던 챔피언이자 타고난 쇼맨 ‘바비’(스티브 카렐)는 ‘빌리’에게 자신과의 빅매치 이벤트를 제안한다.

## 출연진
- 엠마 스톤 - 빌리 진 킹
- 스티브 커렐 - 바비 릭스
- 앤드리아 라이즈버러 - 메릴린 바넷
- 오스틴 스토얼 - 래리 킹
- 세라 실버먼 - 글래디스 헬드먼
- 빌 풀만 - 잭 크레이머
- 내털리 모랄레스 - 로지 카살스
- 앨런 커밍 - 테드 틴링
- 엘리자베스 슈 - 릭스 부인
- 제시카 맥나미 - 마거릿 코트
- 월리스 랭햄 - 헨리
- 프레드 아미센 - 리오 블레어
- 마사 매카이작 - 제인 바트코위츠
- 믹키 섬너 - 발레리 지겐퍼스
- 제임스 맥케이 - 배리 코트
- 에릭 크리스천 올슨 - 로니 쿨레
- 브라이다 엘리엇 - 졸리 헬드맨
- 낸시 레네헌 - 빌리의 어머니
- 마이클 치에포 - 빌리의 아버지
- 마크 하렐릭 - 행크 그린버그
- 아그네스 올렉 - 칵테일 웨이트리스
- 엘리 제인 - 댄서
- 나탈리 코엔 - 릭스 치어리더
- 쳇 그리솜 - 스포츠 방송 진행자
- 에누카 오쿠마 - 보니
- 팀 랜솜 - 제리 페렌치오
- 밥 스티븐슨
- 파멜라 드레이크 윌슨
- 크리스 파넬 - DJ
- 칩 치너리 - 룬 얼리지
- 프랭크 아미슨